# Texas Seven
Die Texas Seven waren sieben verurteilte Strafgefangene, denen im Dezember 2000 die Flucht aus dem Hochsicherheitsgefängnis John B. Connally Unit bei San Antonio in Texas, USA, gelang. Während ihrer 43-tägigen Flucht begingen sie weitere Straftaten, darunter den Mord am Polizisten Aubrey Hawkins. Es war der größte Gefängnisausbruch und die anschließend größte Verbrecherjagd in der Geschichte des Staates Texas. Einer der Entflohenen beging Suizid, die sechs anderen wurden zum Tode verurteilt.

## Ausbruch und Flucht
Als Ideengeber des Ausbruchs und Anführer der Gruppe galt George Rivas, der wegen mehrfachen Raubes und Entführung eine lebenslange Freiheitsstrafe verbüßte. Für seinen Ausbruchsplan fand er sechs Komplizen, die allesamt zwischen 30 Jahren und lebenslänglich zu verbüßen hatten. Darunter die wegen Mordes verurteilten Joseph Garcia und Michael Rodriguez, sowie die wegen Raub- und Sexualdelikten inhaftierten Donald Newbury, Patrick Murphy, Larry Harper und Randy Halprin.
Am 13. Dezember 2000 überwältigten sie im Werkstattgebäude nacheinander elf Gefängnismitarbeiter und Wärter, fesselten sie und schlossen sie im Schaltraum ein. Als Elektriker verkleidet, verschafften sie sich anschließend Zutritt zu einem Wachhaus und einem Wachturm, überwältigten das diensthabende Personal und öffneten das Gefängnistor. Mit einer Vielzahl erbeuteter Waffen und einem gestohlenen Pickup gelang ihnen kurz darauf die Flucht.
Sie versteckten sich tagelang in Motels, ehe sie sich aus Geldnot zu einem bewaffneten Raubüberfall entschieden, den sie am 24. Dezember auf einen Oshman’s Sporting Goods Store in Irving bei Dallas verübten. Dabei erbeuteten sie mehrere Schusswaffen sowie etwa 70.000 $. Officer Aubrey Hawkins vom Irving Police Department traf als erster Polizist am Tatort ein und wurde von den Tätern noch in seinem Streifenwagen erschossen, aus seinem Fahrzeug gezerrt und vom Fluchtwagen der Täter überrollt.
Nach dem Polizistenmord weitete sich die Fahndung aus. Die Belohnung für Hinweise die zu einer Ergreifung führten, betrug zum Schluss 500.000 $.

## Ergreifung, Verurteilung und Hinrichtungen
Nach einem Hinweis konnten fünf der Gesuchten am 22. Januar im Coachlight Motel and RV Park in Woodland Park bei Colorado Springs ausgemacht werden, wo sie in einem Wohnmobil lebend sich als Missionare ausgaben. Ein Mann hatte  die Täter durch die Fernsehsendung America’s Most Wanted wiedererkannt und die Polizei verständigt.
Der Einsatzleiter verzichtete jedoch vorerst auf einen Zugriff vor Ort, um keine Unbeteiligten zu gefährden, so konnten George Rivas, Joseph Garcia und Michael Rodriguez das Anwesen in einem gestohlenen Fahrzeug verlassen. Die drei Flüchtigen wurden sodann unweit an einer Tankstelle überwältigt. Larry Harper und Randy Halprin wurden anschließend in dem Wohnmobil umstellt, worauf sich Harper das Leben nahm. Halprin ergab sich widerstandslos.
Zwei Tage später konnten dann auch Donald Newbury und Patrick Murphy in einem Hotel widerstandslos verhaftet werden. Bei der Fahndung nach den beiden letzten Flüchtigen kam Trooper Jason Manspeaker von der Colorado State Patrol bei einem Verkehrsunfall ums Leben.
Für die Ermordung des Polizisten Aubrey Hawkins wurden alle sechs Verhafteten bis November 2003 zum Tode verurteilt.
- Michael Rodriguez wurde am 14. August 2008,
- George Rivas am 29. Februar 2012,
- Donald Newbury am 4. Februar 2015 und
- Joseph Garcia am 4. Dezember 2018 in der Huntsville Unit durch die Giftspritze hingerichtet.[1]

Randy Halprin und Patrick Murphy warten noch im Todestrakt von Texas auf ihre Hinrichtung.

## Doku
- Prison Breaks: Die wahren Geschichten – Die Texas Seven
- Im Todestrakt; Staffel 1, Folge 3  (2012), Film von Werner Herzog